# Schmidberg (Adelsgeschlecht)

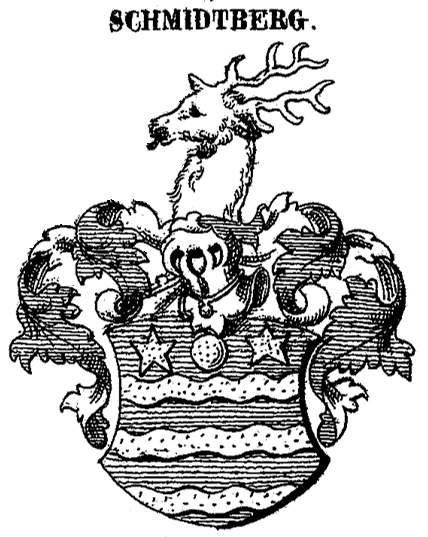
Wappen derer von Schmid(t)berg in Siebmachers Wappenbuch

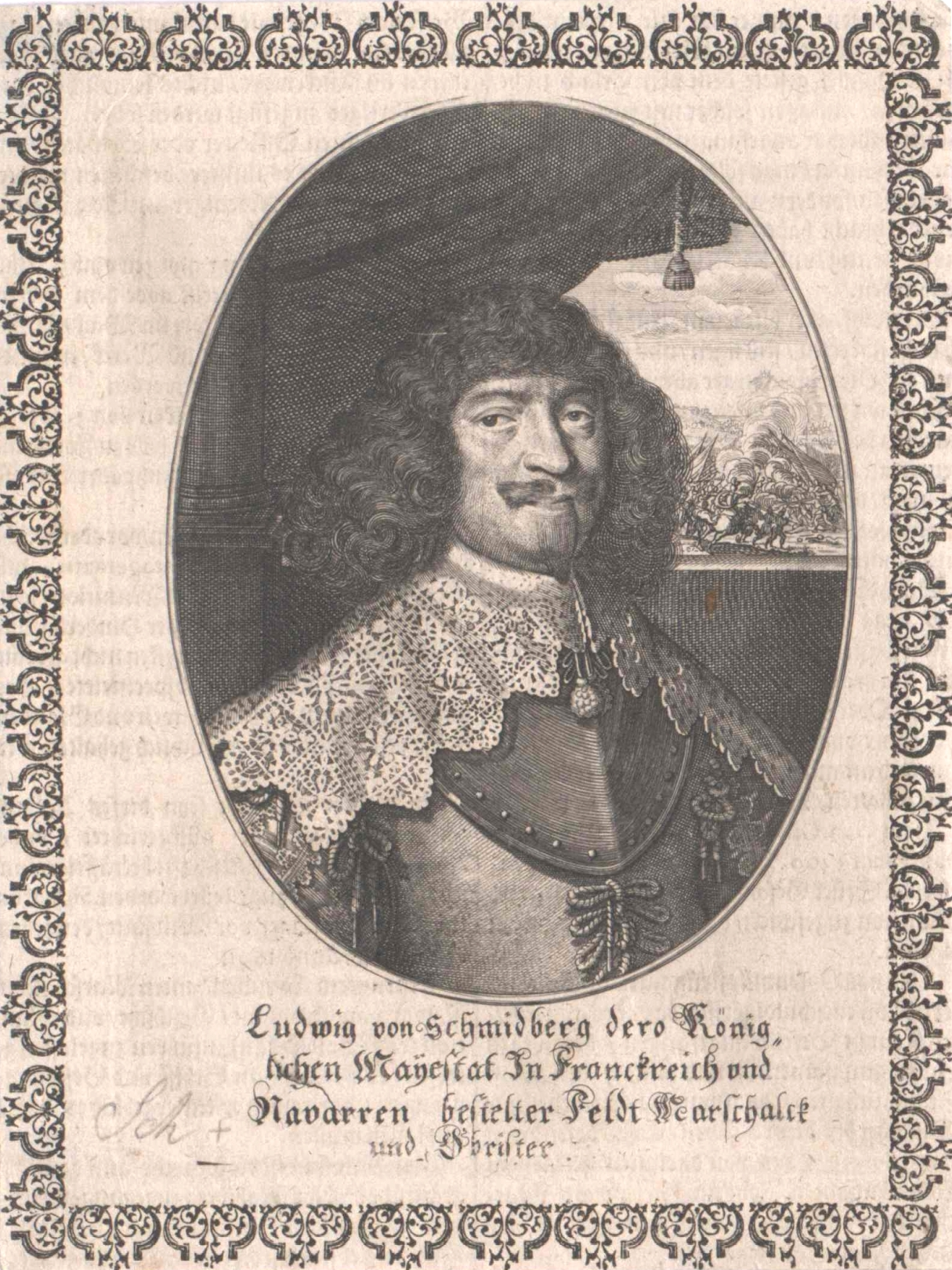
Friedrich von Schmidberg, 1643

Schmidberg (auch Schmiedberg, Schmidtberg) ist der Name eines  schwäbischen Adelsgeschlechts. 

## Geschichte
Die Herren von Schmidberg zählten als ritterschaftliche Familie von der Mitte des 17.  Jahrhunderts bis zur Mitte des 18. Jahrhunderts zum Ritterkanton Odenwald des Fränkischen Ritterkreises.  1649 erwarb Ludwig von Schmidberg den Ort Lehrensteinsfeld sowie Anteile von Adersbach und Ittlingen. Das Schloss Ittlingen war ein Herrensitz der Familie.
Von 1716 bis 1777 waren sie wegen des Oberen Schlosses in Talheim im Ritterkanton Kocher des Schwäbischen Ritterkreises immatrikuliert.
Eva Maria Chanofsky heiratete im Jahre 1694  August von Schmidberg, den jüngsten Sohn des Ludwig von Schmidberg. Im Jahre 1777 starb der letzte Zweig des Geschlechts der  Herren von Schmidberg aus.

## Wappen
Blasonierung: In Blau 3 goldene Wellenbalken, überhöht, balkenweise an der Hauptstelle, von einer goldenen Kugel zwischen 2 fünfstrahligen goldenen Sternen. Auf dem Helm mit blau-silbernen Decken ein silberner Hirschrumpf.
So wurde es dem Adam Schmidberg, lothringischer Gerichtsschreiber zu Sierck, am 14. April 1580 von Herzog Charles II. von Lothringen verliehen. Eine farblich abweichende Darstellung ist im Siebmacher Supplement III. Tab. 8 Nr. 6, dort ist es ein roter Schild, darin 3 silberne Wellenbalken, an der Hauptstelle überhöht von einer silbernen Kugel zwischen 2 silbernen, sechsstrahligen Sternen, die Objekte balkenweise gestellt, auf dem gekrönten Helm ein silberner Hirschrumpf. Im Loutsch (S. 716) werden als Farben Blau und Gold angegeben („d'azur à trois fasces ondées d'or, accompagnées en chef d'un besant accosté de deux étoiles, le tout du même, cimier une tête et col de cerf d'argent“), und die Variante mit Rot und Silber wird als eventuell einer Nebenlinie zugehörig bezeichnet ("peut-être branche cadette?"). Das heutige Ortswappen von Lehrensteinsfeld hat die goldenen Wellenbalken in blauem Feld in verminderter Anzahl übernommen (in Blau über zwei goldenen Wellenbalken ein goldenes Hufeisen).